# 18. bataljon za jedrsko, radiološko, kemično in biološko obrambo Slovenske vojske
18. bataljon za jedrsko, radiološko, kemično in biološko obrambo (kratica: 18. JRKBO; tudi 18. bataljon za radiološko, kemično in biološko obrambo/kratica: 18. BRKBO) je vojaška formacija, ki skrbi za radiološko, biološko in kemično obrambo Slovenske vojske; bataljon je nastanjen v vojašnici Kranj in spada pod poveljstvo sil.

## Zgodovina
Bataljon je bil ustanovljen 18. maja 1992 kot 108. četa RKBO. Leta 2013 je 18. BRKBO razpadel in 8. januarja leta 2025 se je bataljon ponovno vrnil in pridobil bojni prapor skupaj z 14. inženirskim bataljonom Slovenske vojske.

## Razvoj
- 108. četa RKBO (18. maj 1992)
- 18. bataljon RKBO (1. januar 1996)

## Poveljstvo
Poveljniki
- podpolkovnik Marjan Tušak (1992–2000)
- podpolkovnik Boštjan Juras (2000–2004)
- podpolkovnik Branko Podbrežnik (22. junij 2004–28. februar 2007)
- podpolkovnica Tatjana Pečnik (1. marec 2007–1. avgust 2010)

## Organizacija
2007
- poveljstvo
- poveljniška četa
- 1. četa RKBO
vod za dekontaminacijo
izvidniški vod
- 2. četa RKBO
vod za dekontaminacijo
izvidniški vod
- logistična četa

Trenutna
- Poveljstvo
- Poveljniško-logistična četa
- Izvidniška četa
- Lahka četa za dekontaminacijo
- premični, biološki, kemijski in radiološki analitični laboratoriji